# Samuele Longo
Samuele Longo (Valdobbiadene, 12 de janeiro de 1992) é um futebolista italiano que atua como centroavante. Atualmente joga no Antequera.

## Carreira
Nascido em Valdobbiadene, na província de Treviso, Vêneto, Samuele Longo começou sua carreira no Treviso em 2004. Ele era o membro da equipe de Esordienti Sub-13 na temporada 2004–05. Em janeiro de 2009, a Internazionale adquiriu os direitos do jogador.
Longo passou o resto da temporada 2008–09 na equipe Treviso Allievi Nazionali sub-17 em um acordo temporário, antes de tornar-se formalmente um jogador da Inter no dia 1 de julho de 2009.